# Verkehrszentrale Cuxhaven

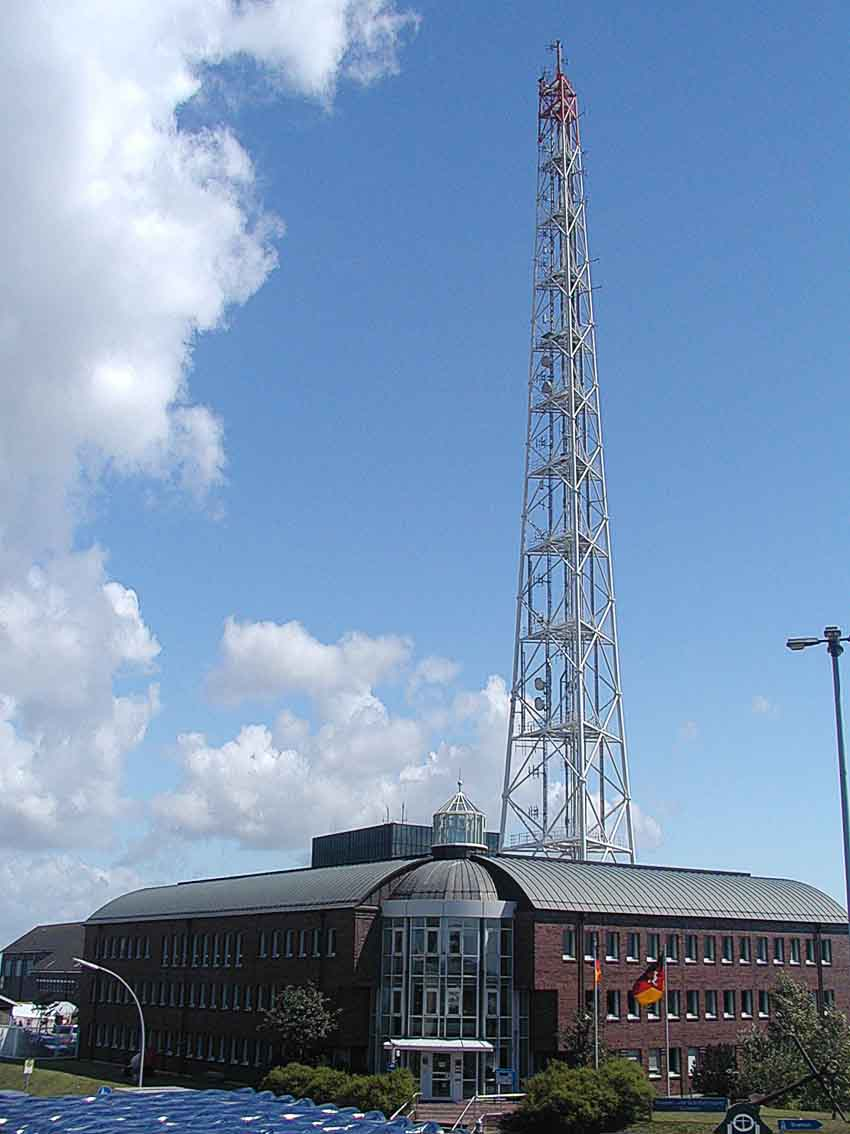
Verkehrszentrale Cuxhaven des WSA Elbe-Nordsee

Die Verkehrszentrale Cuxhaven ist zuständig für die Sicherheit und Leichtigkeit des Schiffsverkehrs in den deutschen Hoheitsgewässern auf der Nordsee vor Cuxhaven. Rund um die Uhr wird der verantwortete Seebereich mit modernster Technik von erfahrenen Nautikern überwacht, die im Fall von Gefahren oder drohenden Kollisionen eingreifen und den Verkehr lenken können. Sie sorgen für einen reibungslosen Schiffsverkehr und unterstützen die Navigation auf See durch regelmäßige Informationen. Als Teil der Wasserstraßen- und Schifffahrtsverwaltung des Bundes (WSV) untersteht die Verkehrszentrale als eigenständiger Außenbereich dem Wasserstraßen- und Schifffahrtsamt Cuxhaven, der auch als VTS Cuxhaven benannt wird. Markantestes Bauwerk der Verkehrszentrale ist der 120 Meter hohe Sendeturm, der als freistehende Stahlfachwerkkonstruktion mit dreieckigem Querschnitt ausgeführt ist.

## Zuständigkeitsgebiet
Die Verkehrszentrale ist eingebunden in das Sicherheitskonzept Deutsche Küste mit dem „Verkehrssicherungssystem Elbe“, dem auch die Verkehrszentrale Brunsbüttel angehört. Das von Cuxhaven aus überwachte Gebiet in der Nordsee reicht weit über das Seegebiet bei der Insel Helgoland hinaus bis an die Grenze der deutschen ausschließlichen Wirtschaftszone, die bis zu 400 Kilometer in die Nordsee reicht. Das Gebiet beinhaltet das Wattenmeer vor Nordfriesland bis zur dänischen Grenze.
Wichtigste Kontrollzone ist das Verkehrstrennungsgebiet "Elbe Approach", das den Schiffsverkehr aus den beiden westlichen Trennungsgebieten "German Bight Western Approach" und "Terschelling German Bight" aufnimmt. Damit ist die Seeschifffahrtsstraße eine der am stärksten befahrenen Großschifffahrtswege der Welt. Sie führt direkt in die Elbmündung und zu den Häfen von Cuxhaven, Brunsbüttel und Hamburg. Viele Schiffe steuern in Brunsbüttel den Nord-Ostsee-Kanal an, um in die Ostsee zu gelangen.
Die westlich von Helgoland liegenden Überwachungsgebiete vor den Ostfriesischen Inseln werden von der Verkehrszentrale Wilhelmshaven kontrolliert. Das Überwachungsgebiet der Verkehrszentrale Cuxhaven ist unterteilt in drei Sektoren, die per Funk auf separaten Arbeitskanälen oder Telefon angesprochen werden können:
| Sektor Rufname           | Revier                                                               | Arbeitskanal |                     |
| ------------------------ | -------------------------------------------------------------------- | ------------ | ------------------- |
| German North Sea Traffic | Deutsche Bucht von Helgoland bis zur Außengrenze der Wirtschaftszone | 11           | +49 (0)4721 5673-84 |
| West Coast Traffic       | Wattenmeer vor Schleswig-Holstein                                    | 15           | +49 (0)4721 5673-84 |
| Cuxhaven Elbe Traffic    | von Helgoland bis Brunsbüttel mit "Elbe Approach"                    | 71           | +49 (0)4721 5673-8  |

Bei Verlassen des Zuständigkeitsgebiets werden die geführten Schiffe an die benachbarten Verkehrszentralen übergeben:
- Verkehrszentrale Brunsbüttel
- Verkehrszentrale Nord-Ostsee-Kanal
- Verkehrszentrale Bremerhaven
- Verkehrszentrale Wilhelmshaven